# عالم الماء
عالم الماء (بالإنجليزية: Waterworld) هو فيلم خيال علمي أمريكي من صنف ما بعد الدمار وأنتج عام 1995. العمل من إخراج كيفين رينولدز واشترك في كتابته بيتر ريدر وديفيد توي. وهو مبني على سيناريو ريدر الأصلي الذي كتبه 1986 وهو من بطولة كيفن كوستنر، الذي تولى الإنتاج أيضا مع تشارلز غوردون وجون ديفيس. وتولى التوزيع شركة يونيفرسال بيكتشرز.
تدور أحداث الفيلم في المستقبل البعيد. لم يوضح بأي سنة يقع تاريخ الأحداث بالضبط في الفيلم نفسه، ولكن قيل أنها تجري في عام 2500. في الفيلم تذوب القمم الجليدية القطبية تماما، ويرتفع مستوى سطح البحر أكثر 7,600 متر (25,000 قدم)، لتغطي جميع الأرض تقريبا. ويصور الفيلم هذا مع بتصوير غير عادي لشعار يونيفرسال، والتي تبدأ بالصورة المعتادة لكوكب الأرض، ولكن يظهر مياه الكوكب وهي ترتفع تدريجيا والقمم الجليدية القطبية وهي تذوب حتى تغمر الأرض كلها. تركز قصة الفيلم على بطل مضاد مجهول يدعى “البحار"، وهو متشرد يبحر حول الأرض في زورقه.
بلغت تكلفة إنتاج الفيلم حوالي 172 مليون دولار ليكون أغلى فيلم على الإطلاق في ذلك الوقت، وتلقى فور صدوره مراجعات مختلطة، حيث أشاد النقاد بالمشاهد المستقبلية والفكرة ولكنهم انتقدوا توصيف الشخصيات وأداء الممثلين. لم يتمكن الفيلم من استرداد ميزانيته الهائلة في شباك التذاكر. ولكنه تمكن من معادلتها لاحقا عن طريق إيجارات الفيديو وغيرها من المبيعات بعد عرض السينما، لتبلغ إيراداته 264,218,220 دولار. ترشح القيلم لجائزة الأوسكار لأفضل خلط أصوات في الحفل الثامن والستين.
ورافق إطلاق الفيلم رواية معادلة، لعبة فيديو، وثلاث مناطق ترفيهية في يونيفرسال ستوديوز هوليوود، يونيفرسال ستوديوز سنغافورة، ويونيفرسال ستوديوز اليابان باسم وترورلد: لايف سي وور سبيكتاكيولار، وكلها لا تزال قيد التشغيل في عام 2018.

## وصلات خارجية
- عالم الماء على موقع IMDb (الإنجليزية)
- عالم الماء على موقع ميتاكريتيك (الإنجليزية)
- عالم الماء على موقع روتن توميتوز (الإنجليزية)
- عالم الماء على موقع نتفليكس (الإنجليزية)
- عالم الماء على موقع قاعدة بيانات الأفلام العربية
- عالم الماء على موقع ألو سيني (الفرنسية)
- عالم الماء على موقع Turner Classic Movies (الإنجليزية)
- عالم الماء على موقع أول موفي (الإنجليزية)
- عالم الماء على موقع بوكس أوفيس موجو (الإنجليزية)
- عالم الماء على موقع فيلمافينيتي (الإسبانية)